# پل کلودون
پل کلودون (انگلیسی: Paul Claudon; ۵ سپتامبر ۱۹۱۹ – ۵ ژوئیهٔ ۲۰۰۲) تهیه‌کننده فیلم و بازیگر اهل فرانسه بود.
از فیلم‌ها یا برنامه‌های تلویزیونی که وی در آن نقش داشته‌است می‌توان به دوقلو اشاره کرد.
وی همچنین برندهٔ جوایزی همچون جایزه اسکار بهترین فیلم کوتاه شده‌است.